# Дубове (Павлоградський район)
Дубове́ — село в Україні, у Павлоградському районі Дніпропетровської області. Входить до складу Юр'ївської селищної громади. До 2020 року орган місцевого самоврядування — Новов'язівська сільська рада. Населення за переписом 2001 року становить 26 осіб.
12 червня 2020 року, відповідно до розпорядження Кабінету Міністрів України № 709-р «Про визначення адміністративних центрів та затвердження територій територіальних громад Дніпропетровської області», увійшло до складу Юр'ївської селищної громади.
19 липня 2020 року, в результаті адміністративно-територіальної реформи та ліквідації Юр'ївського району, село увійшло до складу Павлоградського району.

## Географія
Село Дубове знаходиться на відстані 3 км від сіл Водяне і Затишне.

## Інтернет-посилання
- Погода в селі Дубове [Архівовано 20 грудня 2011 у Wayback Machine.]